# Peter Kupfer
Helmut Karl Peter Kupfer (* 1946 in München) ist ein deutscher Sinologe und Hochschullehrer. 

## Leben
Peter Kupfer studierte von 1970 bis 1979 Sinologie mit dem Schwerpunkt moderne chinesische Sprache an der Universität Bonn. 1979 wurde er dort zum Dr. phil. promoviert. Als Nebenfächer belegte er Sprachwissenschaft, Indonesisch-Malaiisch und Japanisch und erwarb hier am Seminar für Orientalische Sprachen 1972 und 1974 die Diplome für Indonesisch und modernes Chinesisch.
Von 1980 bis 1998 war Peter Kupfer am Fachbereich Angewandte Sprach- und Kulturwissenschaft der Johannes Gutenberg-Universität Mainz als Dozent tätig. Im Jahr 1990 erfolgte seine Habilitation an der Universität Trier. 1998 nahm er eine Universitätsprofessur in Sinologie/Sprache und Kultur Chinas der Universität Mainz in Germersheim an. Bis 2012 war er hier Leiter des Arbeitsbereiches Chinesisch, sowie von 2001 bis 2003 Dekan des Fachbereiches Translations-, Sprach- und Kulturwissenschaft.
Von 1983 bis 2008 war Kupfer Gründer sowie 1. und 2. Vorsitzender des Fachverbandes Chinesisch e.V. (Deutschland, Österreich, Schweiz) und Herausgeber der Zeitschrift CHUN (CHINESISCHUNTERRICHT), 1990–2011 Mitherausgeber der Buchreihe SinoLinguistica. Ab 2008 Forschungsreisen entlang der Seidenstraßen, Forschungen und Publikationen zur chinesischen Wein- und Alkoholkultur. 

## Ehrungen
- 2000: Freundschaftspreis für Chinesische Sprache und Kultur der Volksrepublik China.
- 2012 wurde Kupfer der Friedhelm-Denninghaus-Preis des Fachverbandes Chinesisch für besondere Leistungen und  Verdienste in der Förderung des Chinesischunterrichts im deutschsprachigen Raum verliehen.

Mehrere Honorar- und Gastprofessuren in China.

## Veröffentlichungen
- Die Wortarten im modernen Chinesischen. Bonn 1979,
- Grundkurs modernes Chinesisch. Mainz 1981,
- Nin hao! Ein praktischer Chinesischkurs für Anfänger. Text & Übungsbuch. Bonn-Bad Godesberg 1987/1993,
- Youtai - Presence and Perception of Jews and Judaism in China. Frankfurt/M. 2008
- Wine in Chinese Culture – Historical, Literary, Social and Global Perspectives. Berlin 2010,
- Bernsteinglanz und Perlen des Schwarzen Drachen – Die Geschichte der chinesischen Weinkultur. Gossenberg 2019
- Über 90 Aufsätze zur Linguistik und Didaktik des Chinesischen, zur Politik und Kultur Chinas sowie zur eurasischen Wein- und Kulturgeschichte

| Personendaten    | Personendaten                                  |
| ---------------- | ---------------------------------------------- |
| NAME             | Kupfer, Peter                                  |
| ALTERNATIVNAMEN  | Kupfer, Helmut Karl Peter (vollständiger Name) |
| KURZBESCHREIBUNG | deutscher Sinologe und Hochschullehrer         |
| GEBURTSDATUM     | 1946                                           |
| GEBURTSORT       | München                                        |